# Kathleen Thelen
Kathleen Thelen (* 25. März 1956) ist eine US-amerikanische Politikwissenschaftlerin und Professorin am Massachusetts Institute of Technology (MIT). Sie amtierte 2017/18 als Präsidentin der American Political Science Association (APSA).
Thelen machte ihren Bachelor-Abschluss in Politikwissenschaft 1979 an der University of Kansas und legte 1981 das Master-Examen an der University of California, Berkeley ab, wo sie 1987 zur Ph.D. promoviert wurde. Sie ist Ford Professor of Political Science am MIT. Ihre Forschungsschwerpunkte sind Politische Ökonomie sowie Arbeits- und Sozialpolitik. Thelen ist Mitglied des Kölner Max-Planck-Instituts für Gesellschaftsforschung, 2015 wurde sie in die Berlin-Brandenburgische Akademie der Wissenschaften gewählt. Im Jahr 2015 wurde sie als Mitglied der American Academy of Arts and Sciences gewählt.
Thelen wurde 2003 mit dem Max-Planck-Forschungspreis im Thema „Gesellschaftliche Institutionen im Wandel der Zeit“ in dem Bereich Geistes- und Sozialwissenschaften ausgezeichnet. 2015 wurde ihr der Barrington Moore Book Prize zuerkannt. Den Woodrow Wilson Foundation Award erhielt sie 2005. Die International Political Science Association zeichnete Thelen 2019 mit dem Michael Endres Prize aus.

## Schriften (Auswahl)
- Union of parts. Labor politics in postwar Germany. Cornell University Press, Ithaca 1991, ISBN 0-8014-2586-7.
- mit Lowell Turner: German codetermination in comparative perspective. Expertise für das Projekt „Mitbestimmung und neue Unternehmenskulturen“ der Bertelsmann-Stiftung und der Hans-Böckler-Stiftung. Bertelsmann Stiftung, Gütersloh 1997, ISBN 3-89204-349-3.
- How institutions evolve. The political economy of skills in Germany, Britain, the United States, and Japan. Cambridge University Press, New York 2004, ISBN 0-521-83768-5.
- mit Wolfgang Streeck: Beyond continuity: institutional change in advanced political economies. Oxford University Press, 2005, ISBN 0-19-928046-0.
- mit James Mahoney (Hrsg.): Explaining Institutional Change. Cambridge 2009, ISBN 978-0-511-80641-4.
- Varieties of liberalization and the new politics of social solidarity. Cambridge University Press, New York 2014, ISBN 978-1-10705-316-8.